# 심폐소생술 거부
DNR(do not resuscitate, DNR, No Code, No CPR)는 호흡 정지 상태나 심장무수축 상태가 되었을 때 전문심폐소생술(ALCS)이나 심폐소생술 따위의 조치를 취하지 않는 것을 의미한다.